# Marthe Jeannest
Pour les articles homonymes, voir Jeannest.
 (juin 2011).
Si vous disposez d'ouvrages ou d'articles de référence ou si vous connaissez des sites web de qualité traitant du thème abordé ici, merci de compléter l'article en donnant les références utiles à sa vérifiabilité et en les liant à la section « Notes et références ».
Marthe Jeannest est une artiste dessinatrice de mode française, née le 10 octobre 1886 à Neuilly-sur-Seine et morte le 7 décembre 1983 à Paris, 10e arrondissement. 

## Biographie
Marthe est la fille aînée de Louis-Pierre Jeannest et de Jeanne Legrand, et la sœur de Madeleine Louise Jeannest. Elle a vécu à Neuilly-sur-Seine.
Elle s'est mariée avec Léon Charles Adolphe Pêtre, gouverneur des colonies, et ils habitaient 1, avenue Rodin à Paris dans le XVIe.

## Œuvres
Sa sœur et elle ont effectué des aquarelles, des gouaches de grande qualité pour le Jardin des Modes, la Gazette du Bon Ton, mais également pour les célèbres couturiers Jean Patou et Paul Poiret à l'époque des années folles.
Marthe Jeannest signait ses dessins sous le pseudonyme de « Capon ».